# Meyer v. Nebraska
Meyer v. Nebraska ist eine Grundsatzentscheidung des Obersten Gerichtshofs der Vereinigten Staaten von 1923, die die Reichweite des im 14. Zusatzartikel verankerten Rechtsstaatsprinzips (due process) in Bezug auf die Bundesstaaten wesentlich ausweitete. Im eigentlichen Fall ging es um eine Regelung des Staates Nebraska, die Schulunterricht in einer modernen, aber nicht-Englischen Sprache verbot.

## Sachverhalt
Der Kläger Robert T. Meyer wurde vom Bezirksgericht des Hamilton County für schuldig erklärt, am 25. Mai 1920 als Lehrer an der Zion Lutheran School (Zion Lutherische Schule), einer privaten Konfessionsschule, seinen Schüler Raymond Parpart in deutscher Sprache unterrichtet zu haben. Dies verstieß gegen das sogenannte Siman-Gesetz des Staates Nebraska vom 9. April 1919, in dem der Unterricht in jeder anderen als der englischen Sprache an privaten, öffentlichen oder Bekenntnisschulen verboten wurde. Durch dieses Gesetz sollten offiziell die englische Sprache und die Integration von Kindern aus Einwandererfamilien gefördert werden, es war aber auch Ausdruck einer nach dem Eintritt der Vereinigten Staaten in den Ersten Weltkrieg 1917 beförderten „anti-deutschen Stimmung“.
Der Oberste Gerichtshof Nebraskas bestätigte das Urteil, sodass Meyer den Obersten Gerichtshof der Vereinigten Staaten anrief.

## Die Entscheidung
In der von Richter James C. McReynolds verfassten Entscheidung heißt es dass, auch wenn der Staat „viel tun darf… um die Lebensqualität seiner Bürger zu steigern“, das strittige Gesetz die Grenzen des staatlichen Auftrags überschreite und Meyer in seinen Rechten verletze. Die Freiheit, die durch den Grundsatz der Rechtsstaatlichkeit vermittelt werde, „umfasst ohne Zweifel nicht nur den Schutz vor körperlichen Übergriffen, sondern auch das Recht eines jeden Menschen, Verträge zu schließen, sich mit allem, was das Leben lebenswert macht, zu beschäftigen, sich Wissen anzueignen, zu heiraten, eine Familie aufzubauen, nach seiner Religion zu leben und allgemein all die Rechte auszuüben, die zum Führen eines glücklichen Lebens unabdingbar sind“.
Die Richter Oliver Wendell Holmes, Jr. und George Sutherland schlossen sich der Entscheidung nicht an. Die abweichende Begründung findet sich im zugleich verhandelten Fall Bartels v. Iowa. Holmes schrieb, dass er von der Mehrheit „mit Zögern und Abneigung“ abweiche, weil er der Meinung sei, dass das Gesetz keine unangemessene Einschränkung der Freiheit des Lehrers auferlegt, da es nicht willkürlich sei, in seiner Anwendung auf das Unterrichten von Kindern beschränkt sei, und dass es im Staat Gebiete gebe in denen viele Kinder zu Hause nur eine andere Sprache als englisch hörten. „Ich glaube, ich verstehe den Einwand gegen das Gesetz, aber es scheint mir, dass sich hier eine Frage stellt, bei der Menschen gut anderer Meinung sein können, und daher kann ich nicht sagen, dass die Verfassung der Vereinigten Staaten ein Experiment zu versuchen verhindert.“

## Auswirkungen
Meyer v. Nebraska und Pierce v. Society of the Sisters of the Holy Names of Jesus and Mary (1925) gelten als die ersten Fälle, in denen der Oberste Gerichtshof das Rechtsstaatsprinzip (due process) zur Konkretisierung der Bürgerrechte herangezogen hat. Richter Kennedy vermutete im Jahr 2000, dass die Entscheidung in beiden Fälle heute wohl anders begründet würde: „Würden die Fälle Pierce und Meyer heute entschieden, würde man die Entscheidung wohl auf den 1. Verfassungszusatz stützen, aus dem sich das Recht auf freie Meinungsäußerung und die Religionsfreiheit ergeben.“
Die heutige Rechtsprechung des Obersten Gerichtshofs verbietet es, das Rechtsstaatsprinzip heranzuziehen, wenn eine speziellere Bestimmung – wie beispielsweise der 1. Verfassungszusatz – anwendbar ist.

## Trivia
In der Fernsehserie The West Wing – Im Zentrum der Macht wird der Fall als ein Beispiel für übertriebenen Aktionismus des Obersten Gerichtshofs angeführt, Bürgerrechte zu schützen, die nicht ausdrücklich in der Verfassung festgeschrieben sind.